# Уилям Хауърд Хей
Уилям Хауърд Хей (на английски: William Howard Hay) е американски лекар, автор и преподавател, известен с подпомагането за развитието на разделното хранене.

## Биография
Роден през 1866 година в Хартстаун, Пенсилвания, САЩ. След като през 1891 г. завършва Медицинският университет на Ню Йорк, в продължение на 16 години практикува като лекар и хирург.
Животът му се променя, когато на четиридесетия си рожден ден се разболява от тежко бъбречно заболяване (болест на Брайт), в резултат на което теглото му достига 100 кг. След като осъзнава, че не е в състояние да се лекува с приетите медицински методи на времето, тъй като по онова време болестта е нелечима, започва да търси алтернативни методи. Първоначално д-р Хей започва програма с интензивни физически натоварвания, с която няма особен успех, тъй като ненаситният му апетит, както и теглото му не намаляват. Когато открива, че има високо кръвно налягане, увеличено сърце и сериозни бъбречни оплаквания, перспективите пред него стават особено мрачни. В отчаянието си д-р Хей насочва вниманието си към хранителната терапия и започва да следва диета, която описва като „принципно хранене“. Благодарение на нея, през следващите месеци теглото му намалява с 22 кг, а заедно с това симптомите му постепенно изчезват.
Д-р Хей умира през 1940 година в автомобилна катастрофа на 74-годишна възраст.